# باد فلانغن
باد فلانغن (بالإنجليزية: Bud Flanagan)‏ هو ممثل بريطاني (وحمل سابقاً جنسية المملكة المتحدة لبريطانيا العظمى وأيرلندا)، ولد في 14 أكتوبر 1896 في المملكة المتحدة، وتوفي بنفس المكان في 20 أكتوبر 1968.

## وصلات خارجية
- باد فلانغن على موقع IMDb (الإنجليزية)
- باد فلانغن على موقع ميوزك برينز (الإنجليزية)
- باد فلانغن على موقع أول موفي (الإنجليزية)
- باد فلانغن على موقع قاعدة بيانات الأفلام السويدية (السويدية)
- باد فلانغن على موقع ديسكوغز (الإنجليزية)
- باد فلانغن على موقع قاعدة بيانات الفيلم (الإنجليزية)